# خايمي بينتو
خايمي بينتو (28 سبتمبر 1997 بفيلا دو كوندي في البرتغال - ) هو لاعب كرة قدم برتغالي في مركز الهجوم. لعب مع نادي ريو أفي.

## روابط خارجية
- خايمي بينتو على موقع قاعدة بيانات كرة القدم.إي يو (الإنجليزية)
- خايمي بينتو على موقع Soccerway.com (الإنجليزية)
- خايمي بينتو على موقع AS.com (الإسبانية)